# Авксентьев, Павел
Па́вел Авксе́нтьев (1890, Санкт-Петербург, Российская империя — ?) — российский пловец. Участник летних Олимпийских игр 1912 года.

## Биография
Павел Авксентьев родился в 1890 году в Санкт-Петербурге.
Был воспитанником петербургской Шуваловской школы плавания. Выступал на соревнованиях за Санкт-Петербург.
В 1912 году вошёл в состав сборной Российской империи на летних Олимпийских играх в Стокгольме. Выступал на двух дистанциях — 400 и 1500 метров вольным стилем, и оба раза не смог финишировать в четвертьфинальных заплывах. Также был заявлен на дистанции 400 метров брассом, но не вышел на старт.
В 1913 году стал чемпионом России на дистанциях 400 и 1500 метров вольным стилем на, проходившем в рамках Первой российской олимпиады, первом чемпионате России по плаванию. Также на этих состязаниях завоевал серебряную медаль в фигурных прыжках в воду. Его результаты показанные в этом соревновании были первыми официально зафиксированными рекордами России на дистанциях 400 метров вольным стилем (7 минут 23,8 секунды) и 1500 метров (19 минут 13,2 секунды).
О дальнейшей жизни данных нет.